# حواش، حماة
حواش (به عربی: الحواش) یک روستا در سوریه است که در ناحیه قلعه المضیق واقع شده‌است. حواش ۳٬۳۰۶ نفر جمعیت دارد.